# Archidiecezja Pescara-Penne
Archidiecezja Pescara-Penne – archidiecezja rzymskokatolicka we Włoszech. Powstała w roku 500 jako diecezja Penne. W latach 1252–1949 złączona aeque principaliter z diecezją Atri. W 1949 przemianowana na diecezję Penne i Pescara. W 1982 promowana do rangi archidiecezji metropolitalnej, pod obecną nazwą.

## Ordynariusze

### Diecezja of Penne i Atri
- Marco Ardinghelli, O.P. (1352 – 1360)

...
- Agostino da Lanzano (1380 -1390)

...
- Giovanni Castiglione (de Polena) (1433 -1454)

...
- Troilo Agnesi (30 października 1482 –  1483)
- Matteo Giudici (1483 – 1495)
- Giovanni Battista Cantalicio (1503 – 1515)
- Valentino Cantalicio (1515 – 1550)
- Leonello Cibo (Cybo) (1551 – 1554)
- Tommaso Contuberio (1554 – 1561)
- Giacomo Guidi (1561 – 1568)
- Paolo Odescalchi (1568 – 1572)
- Giambattista de Benedictis (1572 – 1591)
- Orazio Montani (Montano) (1591 – 1598)
- Tommasi Balbani (1599 – 1621)
- Silvestro Andreozzi (1621 – 1648)
- Francesco Massucci (1648 – 1656)
- Gaspare Borghi (Burgi) (1657 – 1661)
- Esuperanzio Raffaelli (1661 – 1668)
- Giuseppe Spinucci (1668 – 1695)
- Vincenzo Maria de Rossi, O.F.M. Conv. (1696 –  1698)
- Fabrizio Maffei (1698 – 1723)
- Francesco Antonio Bussolini, O.S.B. (1723 –  1746)
- Innocenzo Gorgoni, O.S.B. (1746 –  1755)
- Gennaro Perrelli (1755 – 1761)
- Giuseppe Maria de Leone (1762 – 1779)
- Bonaventura Calcagnini (1779 – 1797)
- Nicola Francesco Franchi (1805 – 1815)
- Domenico Ricciardone (1818 –  1845)
- Vincenzo d’Alfonso (1847 – 1880)
- Luigi Martucci (1880 –  1889)
- Giuseppe Morticelli (1890 – 1905)
- Raffaele Piras (1906 – 1911)
- Carlo Pensa, O.Ss.C.A. (1912 –  1948)

### Diocezja  Penne i Pescara
- Benedetto Falcucci (1949 –  1959)
- Antonio Iannucci (1959 –  1990)

### Archdiecezja Pescara-Penne
- Francesco Cuccarese (1990 – 2005)
- Tommaso Valentinetti (od 2005)